# Горчичный соус
Горчичный соус (нем. Senfsauce, Mostrichsauce, фр. sauce moutarde, sauce à la moutarde) — общее название соусов на основе горчицы, для приготовления которых используются как столовая горчица, так и горчичный порошок. Горячий или холодный горчичный соус широко распространён в гастрономии, в кухнях разных стран его подают к говядине, кролику, рыбе. Треска под горчичным соусом была любимым блюдом И. Канта. Горчичный соус — неотъемлемый ингредиент популярного на востоке Германии блюда «яйца в горчичном соусе». Холодный горчичный соус предлагается к холодным мясу, дичи, птице, рыбе, к заливному. Сервировать рыбу с горчичным соусом, по данным гастрономического критика Вольфрама Зибека, является одним из немногих изобретений немецкой кухни, которым можно гордиться.
В классическом рецепте муку прожаривают на сливочном масле до золотистого цвета, затем добавляют рыбный или мясной бульон, проваривают и приправляют солью, сахаром, уксусом или белым вином и большим количеством горчицы, некоторые рецепты включают лук, перец, каперсы, лимон и другие добавки. Горчичный соус также получают из белого, голландского или коричневого соусов, к которым подмешивают столовую горчицу.
Холодный горчичный соус представляет собой смесь из столовой горчицы, яичных желтков, растопленного сливочного масла, бульона, вина, уксуса и сахара, проваренную до загустения и охлаждённую. Другой вариант — из горчицы, яичных желтков, оливкового масла и уксуса с сахаром — не предусматривает тепловой обработки.
При приготовлении горчичного соуса с фруктами или мёдом получают популярные медово-горчичный, фруктово-горчичный («мостарда»), яблочно-горчичный соусы.